# Sanada
 (mars 2014).
Si vous disposez d'ouvrages ou d'articles de référence ou si vous connaissez des sites web de qualité traitant du thème abordé ici, merci de compléter l'article en donnant les références utiles à sa vérifiabilité et en les liant à la section « Notes et références ».
Seiya Sanada (真田 聖也, Sanada Seiya) est un catcheur japonais né le 28 janvier 1988 à Niigata au Japon. Il travaille actuellement à la New Japan Pro Wrestling sous le nom de Sanada (stylisé "SANADA"). Il est membre des Bullet Club War Dogs.

## Carrière

### All Japan Pro Wrestling (2007–2013)
Seiya Sanada s'entraîne dans le dojo de la All Japan Pro Wrestling (AJPW) afin de faire ses débuts professionnels le 13 mars 2007 dans un match par équipe où il est associé à Ryuji Hijikata contre Katsuhiko Nakajima et T28. Le 29 mai, avec Katsuhiko Nakajima et Kensuke Sasaki il remporte le Tag Team Samurai! TV Cup Triple Arrow Tournament,.
Fin 2009, il met un terme à son association avec Soya et choisi Osamu Nishimura comme nouvel allié pour la World's Strongest Tag Determination League et ils commencent bien en battant les AJPW World Tag Team Champions Minoru Suzuki et Taiyō Kea puis stagnent dans la suite du tournoi.
Le 29 août 2010, lui et Manabu Soya battent TARU et Big Daddy Voodoo et remportent les AJPW All Asia Tag Team Championship.

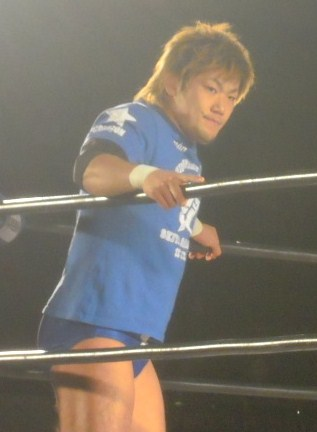
Sanada en 2011

Il atteint ensuite la finale du Champion Carnival 2011, s'inclinant face au vétéran Yūji Nagata, ne remportant donc pas le tournoi. Le 19 juin, lui et Manabu Soya battent Strong BJ et remportent les AJPW All Asia Tag Team Championship pour la deuxième fois. Le 21 août, ils conservent leur titres contre Kaz Hayashi et Shūji Kondō. Le 23 octobre, ils perdent les titres contre Strong BJ. Le 4 décembre, lui et Kai remportent le World's Strongest Tag Determination League (2011) en battant Masakatsu Funaki et Masayuki Kōno en finale. Le 3 janvier 2012, ils perdent contre Dark Cuervo et Dark Ozz et ne remportent pas les AJPW World Tag Team Championship.
Le 20 mai, lui et Joe Doering battent Takao Omori et Manabu Soya et remportent les AJPW World Tag Team Championship. Le 17 juin, ils perdent les titres contre Takao Omori et Manabu Soya. Le 7 octobre, il bat Yasufumi Nakanoue en finale d'un tournoi et devient le premier Gaora TV Champion.
Le 27 mai, il perd le Gaora TV Championship contre René Duprée.

### Wrestle-1 (2013–2015)

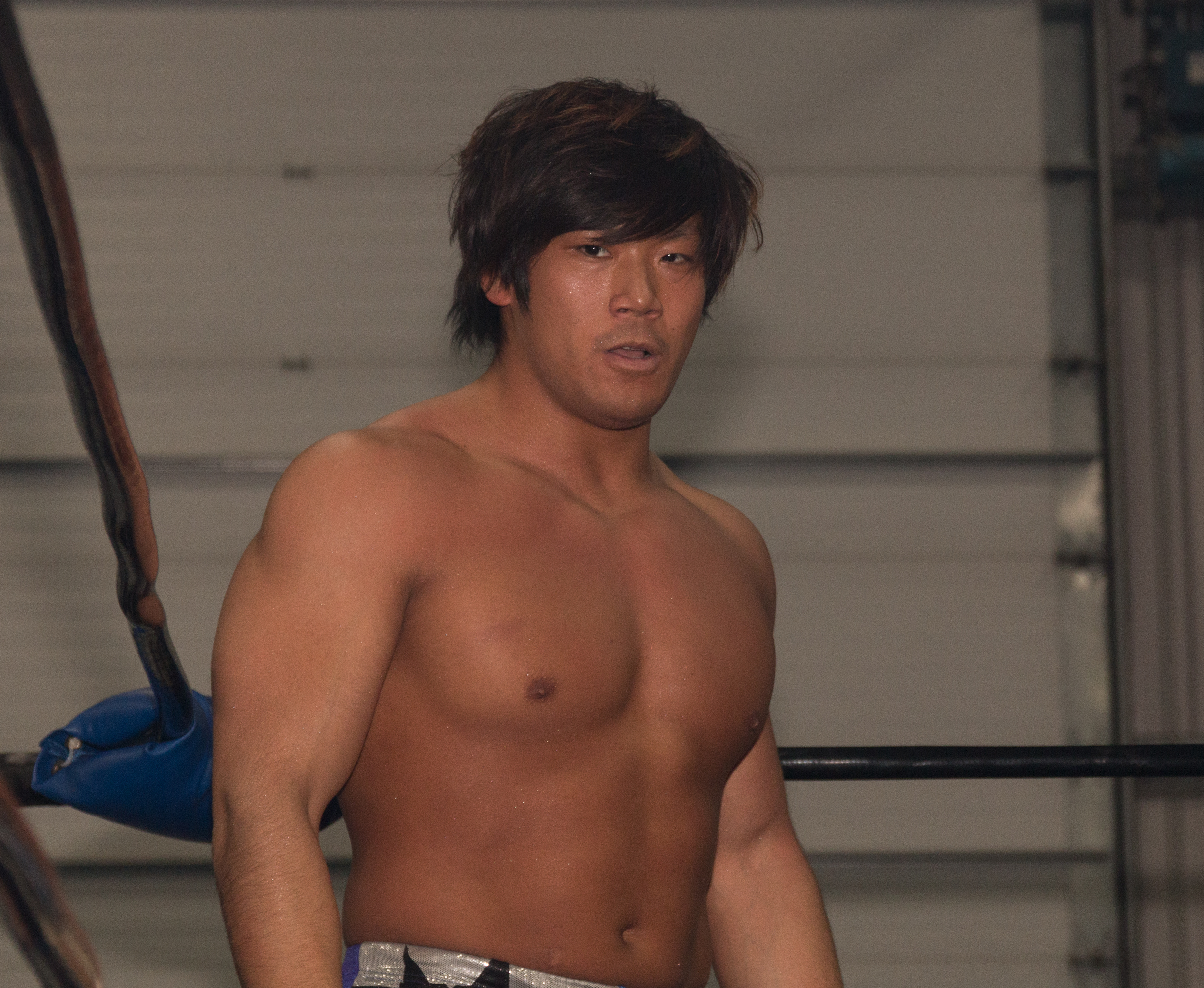
Sanada en Janvier 2015

Lors du show inaugural du 8 septembre, il perd contre Kai. Le 16 novembre, il perd contre A.J. Styles et ne remporte pas le TNA World Heavyweight Championship. Au début de 2014, on lui offre la possibilité de gagner une autre chance au titre, mais il a plutôt choisi de tenter sa chance pour le TNA X Division Championship. Le 15 février, il remporte une bataille royale et devient aspirant au titre. Lors de Kaisen: Outbreak, il bat Austin Aries et remporte le TNA X Division Championship. Le 22 mars, il conserve son titre contre Seiki Yoshioka. Le 17 avril, il conserve son titre contre Christopher Daniels.
Le 1er novembre, il bat Matt Hardy et Tajiri dans un Three Way Match. Le 22 décembre, il perd contre Keiji Mutō et ne remporte pas le Wrestle-1 Championship. Le 10 janvier 2016, lui, Akebono et Keiji Mutō battent Real Desperado (Kazma Sakamoto, Mazada et Nosawa Rongai).

### Total Nonstop Action Wrestling (2014-2015)

#### TNA X-Division Champion et The Revolution (2014-2015)
Lors de Lockdown (2014), il fait ses débuts avec The Great Muta et Yasu en battant Bad Influence (Christopher Daniels et Kazarian) et Chris Sabin. Quatre jours plus tard il fait ses débuts à Impact Wrestling en faisant équipe avec Tigre Uno pour vaincre les TNA World Tag Team Champions, The BroMans (Jessie Godderz et Robbie E) dans un non-title match. La semaine suivante, ils perdent contre The BroMans (Jessie Godderz et Robbie E) et ne remportent pas les TNA World Tag Team Championship dans un match à trois voies, qui comprenait également The Wolves (Davey Richards et Eddie Edwards). lui et Tigre Uno ont ensuite été mis dans un "Best of Three Series" match pour le TNA X Division Championship. Lors de One Night Only : Xtravaganza, il conserve son titre contre Austin Aries dans un Best of Three Falls. Lors de Sacrifice (2014), il bat Tigre Uno pour gagner le Best of Three Series 2–1 et conserve son titre. Lors de Slammiversary XII, il conserve son titre contre Crazzy Steve, Davey Richards, Eddie Edwards, Manik et Tigre Uno dans un six-way ladder match. Le 10 juillet, il perd le titre contre Austin Aries.
Lors de Destination X (2014), il est introduit comme le nouveau protégé de James Storm et bat  Brian Cage et Crazzy Steve pour intégrer le match pour le TNA X Division Championship. Lors de l'Impact Wrestling du 7 août, il perd contre Samoa Joe dans un Triple Threat match qui comprenaient également Low Ki et ne remporte pas le vacant TNA X Division Championship.
Ils sont ensuite rejoints par Abyss et Manik et forment avec ces derniers le groupe The Revolution. Lors de Bound for Glory (2014), lui et James Storm perdent contre Tajiri et The Great Muta.

### Circuit Indépendant (2014-...)
Le 20 septembre 2014, Sanada, en utilisant son personnage heel, Great Sanada, fait ses débuts pour la Chikara en tant que participant au Rey de Voladores tournament, ou après avoir battu Amasis , AR Fox et Orlando Christopher dans un four-way elimination match, il perd le lendemain en finale du tournoi contre Shynron.
Le 6 mai, la Global Force Wrestling (GFW) annonce Sanada comme membre de son roster. Le 10 juillet, il fait ses débuts pour la fédération dans un Tag Team match où lui et PJ Black perdent contre Bullet Club (Doc Gallows et Karl Anderson). Lors de Tokyo Gurentai Tokyo Carnival 2016, lui, FUJITA et MAZADA perdent contre HARASHIMA, Kotarō Suzuki et Masato Tanaka.

### Revolution Pro Wrestling
Il fait ses débuts à la fédération lors de RevPro Global Wars 2016, un co-event entre la Revolution Pro Wrestling et la New Japan Pro Wrestling, où lui, Evil et Tetsuya Naitō battent Trent Seven, Tyler Bate et David Starr. Le lendemain, lui et Tetsuya Naitō battent Leaders Of The New School (Marty Scurll et Zack Sabre, Jr.).

### New Japan Pro Wrestling (2016-...)

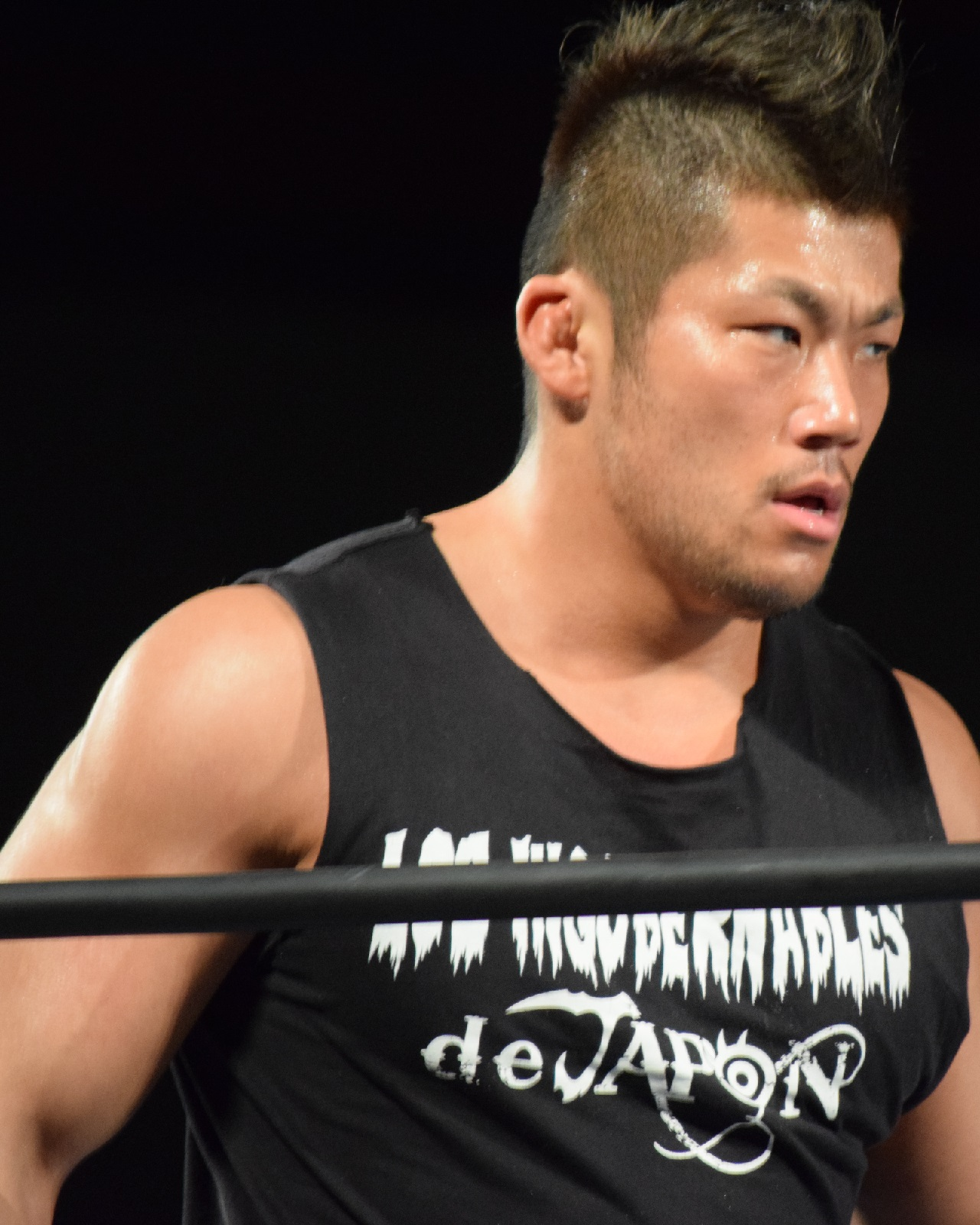
Sanada en Mai 2016, peu de temps après avoir rejoint Los Ingobernables de Japón

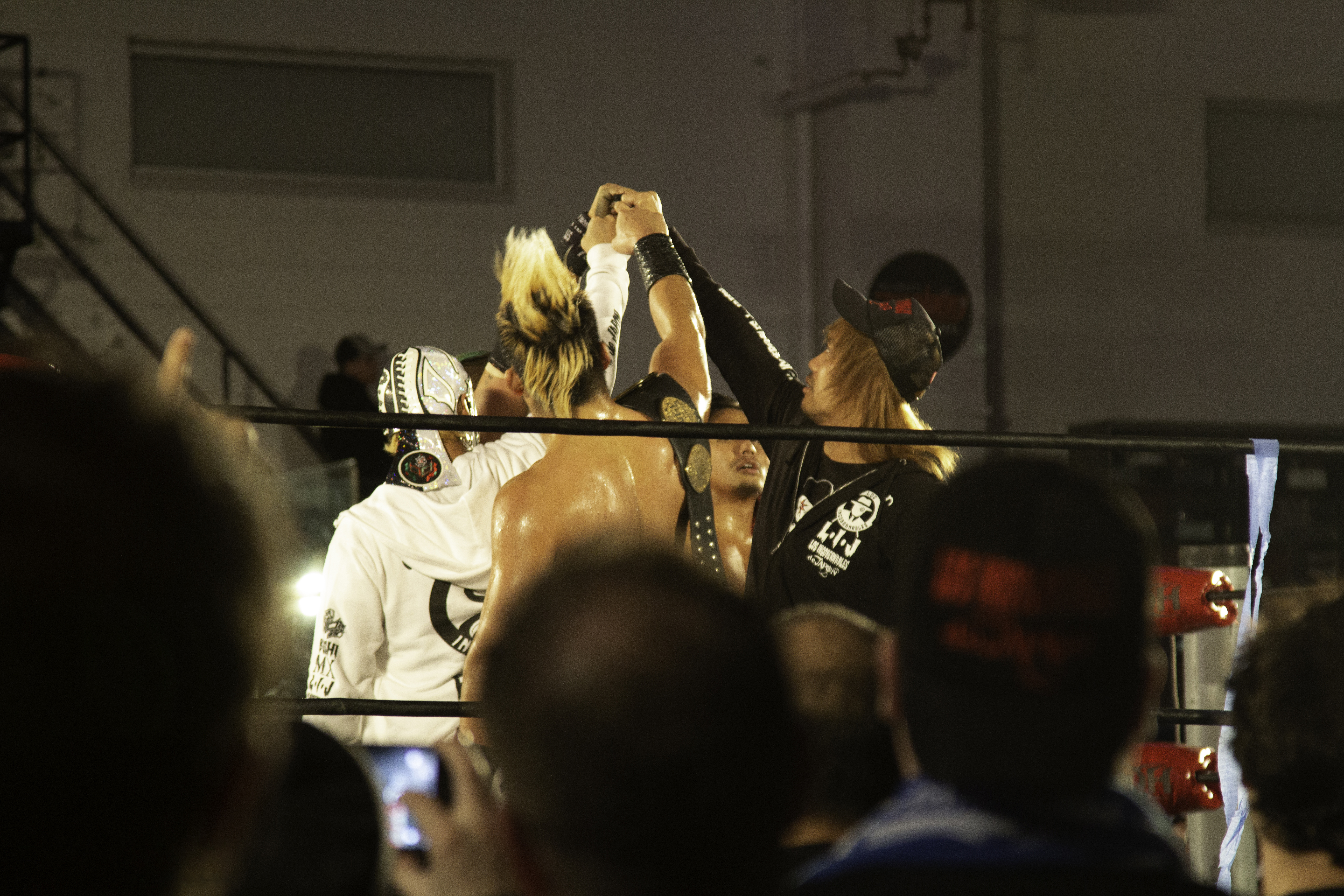
Sanada avec Los Ingobernables de Japón.

Lors de Invasion Attack 2016, il fait ses débuts à la New Japan Pro Wrestling en intervenant dans le main event et en aidant Tetsuya Naitō à battre Kazuchika Okada pour le IWGP Heavyweight Championship, et rejoint le groupe de Naito, "Los Ingobernables de Japón". Le 17 avril, il dispute son premier match dans un Eight Man Tag Team Match où lui, Bushi, Evil et Tetsuya Naitō battent Chaos (Gedo, Hirooki Goto, Kazuchika Okada et Tomohiro Ishii). Lors de Wrestling Dontaku 2016, il perd contre Kazuchika Okada. Le 18 juillet, il entre dans le G1 Climax 2016, ouvrant son tournoi en marquant une victoire majeure sur Hiroshi Tanahashi.
Lors de King of Pro-Wrestling, lui, Bushi, Evil et Tetsuya Naitō perdent contre Hiroshi Tanahashi, Jay Lethal, Kushida et Michael Elgin. Lors de Power Struggle, il perd contre Hiroshi Tanahashi. Il participe ensuite au World Tag League 2016 avec Evil, ou ils remportent cinq matchs pour deux défaites, ne se qualifiant pas pour la finale du tournoi à la suite de leur défaite contre les gagnants du bloc Great Bash Heel (Togi Makabe et Tomoaki Honma).

#### NEVER Openweight 6-Man Tag Team Champions avec Bushi et Evil (2017)
Lors de Wrestle Kingdom 11, lui, Bushi et Evil remportent les NEVER Openweight 6-Man Tag Team Championship dans un Gauntlet Match. Le lendemain, ils perdent les titres contre Hiroshi Tanahashi, Manabu Nakanishi et Ryusuke Taguchi. Lors de The New Beginning in Osaka, ils battent Hiroshi Tanahashi, Manabu Nakanishi et Ryusuke Taguchi et remportent les NEVER Openweight 6-Man Tag Team Championship pour la deuxième fois. Lors de la première journée de Honor Rising: Japan 2017, ils conservent leur titres contre Delirious, Jushin Thunder Liger et Tiger Mask. Lors du premier tour de la New Japan Cup 2017, il bat Yoshi-Hashi. Lors du second tour, il perd contre Tomohiro Ishii et est éliminé du tournoi. Le 4 avril, lui, Bushi et Evil perdent leur titres contre Hiroshi Tanahashi, Ricochet et Ryusuke Taguchi. Lors de Wrestling Dontaku 2017, ils battent Hiroshi Tanahashi, Ricochet et Ryusuke Taguchi et remportent les NEVER Openweight 6-Man Tag Team Championship pour la troisième fois. Lors de la deuxième nuit de la tournée War of the Worlds, ils perdent contre Bully Ray, Jay Briscoe et Mark Briscoe et ne remportent pas les ROH World Six-Man Tag Team Championship. Lors de Dominion 6.11, ils conservent leur titres dans un Gauntlet match contre Bullet Club (Yujiro Takahashi, Bad Luck Fale et Hangman Page), Chaos (Tomohiro Ishii, Toru Yano et Yoshi-Hashi), Suzuki-gun (Taichi, Yoshinobu Kanemaru et Zack Sabre, Jr.), et Taguchi Japan (Juice Robinson, Ricochet et Ryusuke Taguchi). Il intègre durant fin juillet le tournoi G1 Climax, où il remporte quatre de ses matchs. Lors de la deuxième nuit de  ROH War of the Worlds UK 2017, il perd contre Cody et ne remporte pas le ROH World Championship. Lors de Destruction in Fukushima, lui, Bushi et Evil conservent leur titres contre Chaos (Kazuchika Okada, Rocky Romero et Toru Yano).

#### Double vainqueur de la World Tag League avec Evil et IWGP Tag Team Champions (2017-2019)
Il participe ensuite au World Tag League 2017 avec Evil, ou ils remportent cinq matchs pour deux défaites, se qualifiant pour la finale du tournoi. Le 11 décembre, ils battent Guerrillas of Destiny (Tama Tonga et Tanga Roa) et remportent le World Tag League 2017. Lors de Wrestle Kingdom 12, ils battent Killer Elite Squad (Davey Boy Smith, Jr. et Lance Archer) et remportent les IWGP Tag Team Championship. Le 6 février, ils conservent les titres contre Chaos (Hirooki Goto et Kazuchika Okada).
Lors de The New Beginning in Osaka 2018, il perd contre Kazuchika Okada et ne remporte pas le IWGP Heavyweight Championship. Lors de Wrestling Hinokuni 2018, lui et Evil conservent leur titres contre Killer Elite Squad. Lors de ROH Honor United: Edinburgh, ils battent The Addiction. Lors de Dominion 6.9, ils perdent leur titres contre The Young Bucks (Matt Jackson et Nick Jackson).
Lors de Wrestle Kingdom 13, ils battent The Young Bucks et Guerrillas of Destiny et remportent les IWGP Tag Team Championship pour la deuxième fois. Lors de The New Beginning In Sapporo 2019 - Tag 2, ils conservent leur titres contre Suzuki-gun (Minoru Suzuki et Zack Sabre, Jr.). Lors de Honor Rising: Japan 2019 - Tag 2, ils perdent leur titres contre Guerrillas of Destiny.

#### Poursuite du IWGP Heavyweight Championship (2019-...)

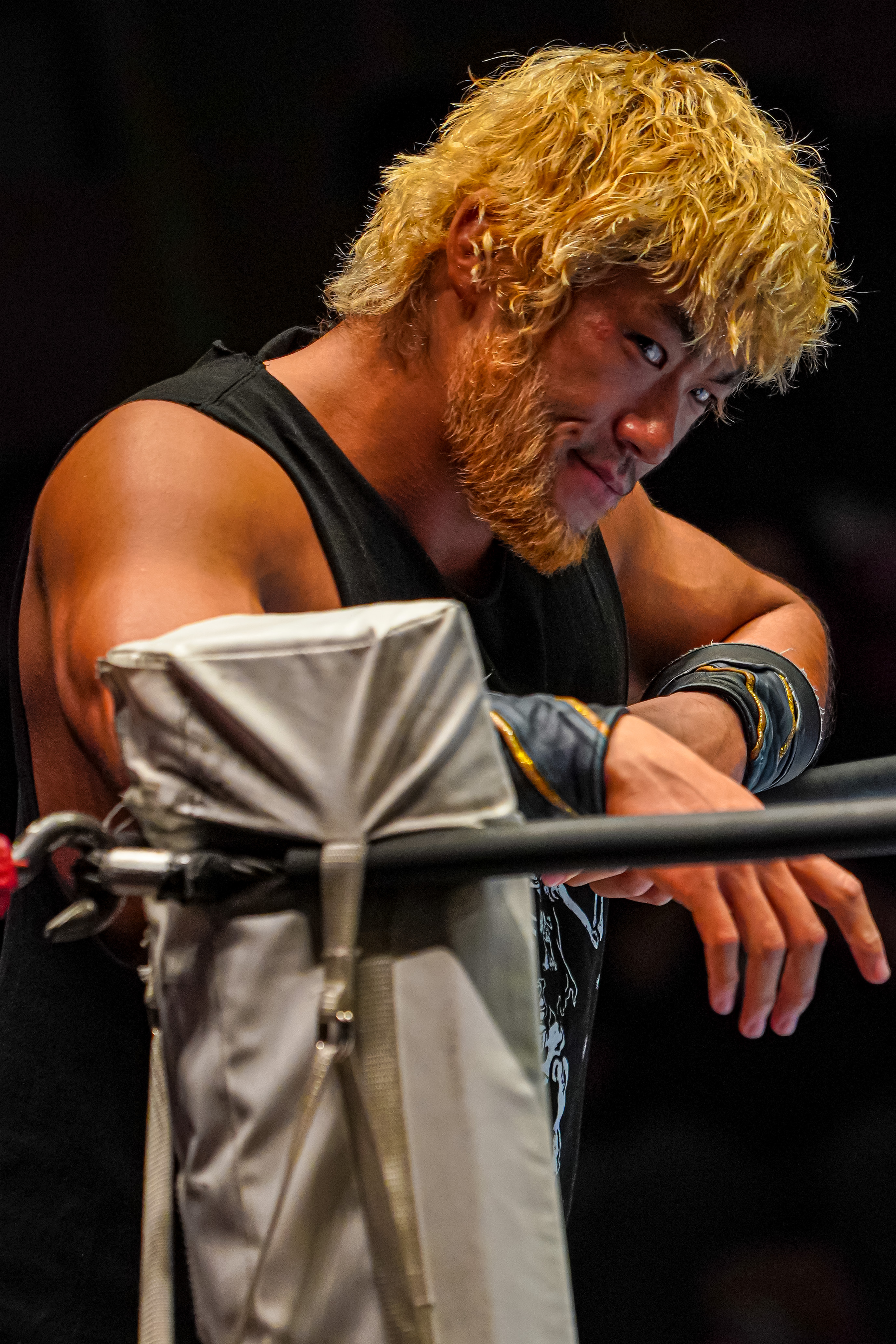
Sanada en octobre 2019.

En juin, il participe à la New Japan Cup 2020 où il bat au premier tour Ryusuke Taguchi. Lors du second tour, il bat Sho.En quart de finale, il bat Taichi. Il se fait ensuite éliminer en demi-finale à la suite de sa défaite contre Evil.
Il intègre ensuite le G1 Climax, où il termine premier de son bloc avec un record de six victoires et trois défaites, réussissant à se qualifier pour la finale du tournoi à la suite d'une victoire contre son ancien coéquipier, Evil. Le 18 octobre, il perd en finale contre Kōta Ibushi.
Le 11 juillet, lui et Tetsuya Naitō battent Dangerous Tekkers (Taichi et Zack Sabre, Jr.) et remportent les IWGP Tag Team Championship,,. Lors de Wrestle Grand Slam In Tokyo Dome, ils perdent leur titres contre Dangerous Tekkers.
Le 19 février 2022, il bat Hiroshi Tanahashi et remporte le IWGP United States Heavyweight Championship.

#### Consécration et champion du monde poids lourds IWGP (2023...)
Le 5 mars 2023, il bat Taichi lors du premier tour de la New Japan Cup. À la suite du match, Taichi lui recommande de quitter Los Ingobernables de Japón; cela était en partie dû au respect que Taichi et lui avaient partagé pendant leurs années à la All Japan Pro Wrestling. Le 17 mars, après la victoire contre Tetsuya Naitō lors du tour suivant, il est approché par Taichi, accompagné du reste de son clan, Just 4 Guys. Alors que Taichi tend sa main vers lui, il la serre; immédiatement après son étreinte avec les membres de Just 4 Guys, il annonce qu'il quitte Los Ingobernables de Japón et rejoint Just 4 Guys, renommant le clan Just 5 Guys.
Le 8 avril, il remporte le championnat du monde poids lourds IWGP en battant Kazuchika Okada lors de Sakura Genesis ayant lieu à Tokyo. Lors de Dominion 6.4 In Osaka-Jo Hall, il conserve son titre contre Yota Tsuji,.
Lors de la deuxième édition de Forbidden Door, il conserve son titre face à "Jungle Boy Jack Perry.

## Palmarès
- All Japan Pro Wrestling

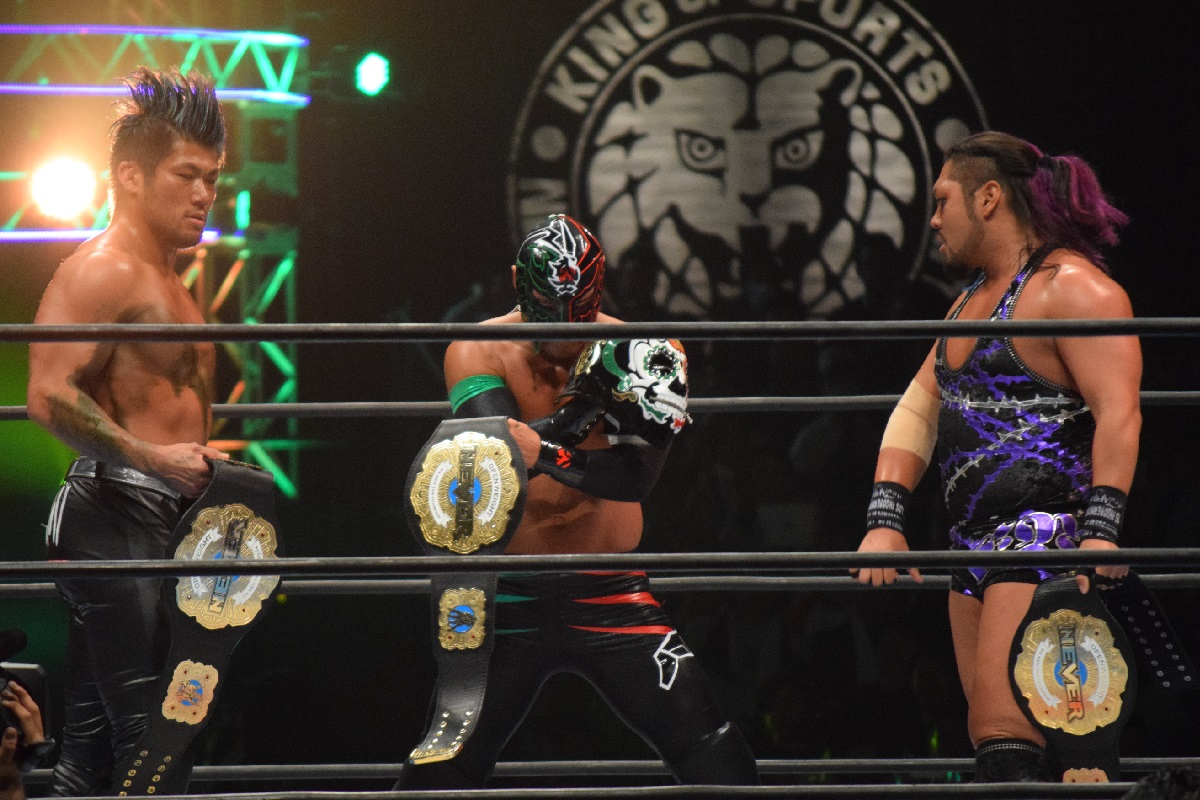
Sanada, Bushi et Evil en tant que NEVER Openweight 6-Man Tag Team Champions en février 2017

  - 2 fois AJPW All Asia Tag Team Championship avec Manabu Soya
  - 1 fois AJPW World Tag Team Championship avec Joe Doering
  - 1 fois Gaora TV Championship
  - Gaora TV Championship Tournament (2012)
  - Samurai! TV Cup Triple Arrow Tournament (2007) avec Kensuke Sasaki et Katsuhiko Nakajima
  - World's Strongest Tag Determination League (2011) avec Kai

- New Japan Pro Wrestling
  - 1 fois IWGP World Heavyweight Championship (actuel)
  - 1 fois IWGP United States Heavyweight Championship
  - 3 fois NEVER Openweight 6-Man Tag Team Championship avec Bushi et Evil
  - 3 fois IWGP Tag Team Championship avec Evil (2) et Tetsuya Naitō (1)
  - World Tag League (2017, 2018) avec Evil
  - New Japan Cup (2023)

- Total Nonstop Action Wrestling
  - 1 fois TNA X Division Champion
  - Global Impact Tournament (2015) avec Team International (Magnus, Drew Galloway, The Great Muta, Khoya, Bram, Rockstar Spud, Sonjay Dutt, Angelina Love et Tigre Uno)

## Récompenses des magazines
- Pro Wrestling Illustrated

| Année | 2014 | 2015 | 2016 | 2017 | 2018 | 2019 | 2020 | 2021 | 2022 | 2023 | 2024 |
| ----- | ---- | ---- | ---- | ---- | ---- | ---- | ---- | ---- | ---- | ---- | ---- |
| Rang  | 66   | 136  | 144  | 153  | 62   | 42   | 85   | 71   | 189  | 11   | 16   |

- Wrestling Observer Newsletter

| # | Résultat | Adversaire      | Évènement                    | Date         | Durée | Lieu                     | Notes                               |
| - | -------- | --------------- | ---------------------------- | ------------ | ----- | ------------------------ | ----------------------------------- |
| 1 | Défaite  | Kazuchika Okada | NJPW New Japan Cup 2019      | 24 mars 2019 | 33:07 | Aore Nagaoka, Nagaoka    | En finale du tournoi New Japan Cup. |
| 2 | Victoire | Kazuchika Okada | NJPW G1 Climax 2019 - Tag 13 | 3 août 2019  | 29:47 | EDION Arena Osaka, Osaka | .                                   |